# Aulorhynchus flavidus
Aulorhynchus flavidus is een  straalvinnige vissensoort uit de familie van buissnavelvissen (Aulorhynchidae). De wetenschappelijke naam van de soort is voor het eerst geldig gepubliceerd in 1861 door Gill.